# アレクサンダーの、ヒドクて、ヒサンで、サイテー、サイアクな日
『アレクサンダーの、ヒドクて、ヒサンで、サイテー、サイアクな日』（Alexander and the Terrible, Horrible, No Good, Very Bad Day）は、2014年のアメリカ合衆国の映画。

## 概要
ジュディス・ヴィオーストによる、同名の絵本が原作。ウォルト・ディズニー・ピクチャーズ、21ラップエンターテインメント、ジム・ヘンソン・カンパニーの共同製作の作品。

## キャスト
- スティーヴ・カレル	：ベン・クーパー
- ジェニファー・ガーナー：ケリー・クーパー
- エド・オクセンボウルド：アレクサンダー・クーパー
- ディラン・ミネット：アンソニー・クーパー
- ケリス・ドーシー：エミリー・クーパー
- ベラ・ソーン
- ミーガン・ムラリー
- シドニー・フルマー
- マーサ・ハケット
- メアリー・マウサー
- アレックス・デザート
- トニ・トラックス
- リズワン・マンジ
- エリック・エデルスタイン
- ジェニファー・クーリッジ
- ディック・バン・ダイク：本人役

## スタッフ
- 監督：ミゲル・アルテタ
- 製作：ショーン・レヴィ、ダン・レヴィン、リサ・ヘンソン
- 製作総指揮：フィリップ・ステュアー、ジェイソン・ラスト
- 原作：	ジュディス・ヴィオースト
- 原案：	ロブ・ライバー
- 脚本：	ロブ・ライバー
- 撮影：	テリー・ステイシー
- プロダクションデザイン：マイケル・コレンブリス
- 衣装デザイン：	ナンシー・スタイナー
- 編集：	パメラ・マーティン
- 音楽：	クリストフ・ベック